# アレクサンデル・フランソン
アレクサンデル・フランソン（Alexander Fransson, 1994年4月2日 - ）は、スウェーデン・ノーショーピング出身のサッカー選手。元スウェーデン代表。AEKアテネFC所属。

## 来歴
2013年1月にIFKノルシェーピンのファーストチームに昇格、2016年1月にFCバーゼルへ移籍した。2018年7月4日、IFKノルシェーピンに復帰。2022年2月2日、AEKアテネFCに3年契約で移籍した。

## 代表
2016年、スウェーデン代表デビューを果たした。同年7月、リオデジャネイロオリンピックのスウェーデン代表に選出された。

## タイトル
IFKノルシェーピン
- アルスヴェンスカン：1回
  - 2015
- スヴェンスカ・スーペルクッペン：1回
  - 2015

FCバーゼル
- スーパーリーグ：2回
  - 2015-16, 2016-17
- スイス・カップ：1回
  - 2016-17